# The Wetback Hound
The Wetback Hound ist ein US-amerikanischer Kurzfilm von Larry Lansburgh aus dem Jahr 1957, der mit einem Oscar ausgezeichnet wurde. 

## Inhalt
Paco, ein noch junger Hund befindet sich im Besitz von Pumajägern in Sonora in Mexiko. Da er von ihnen immer wieder misshandelt wird, läuft er weg, durchschwimmt einen Fluss und landet in den Vereinigten Staaten, wo er hofft, ein gütiges Herrchen zu finden. Das gelingt ihm tatsächlich, wofür er seine Dankbarkeit auf seine ganze eigene Art zeigt. 

## Produktion, Veröffentlichung
Der von der Walt Disney Productions produzierte und von der Buena Vista Film Distribution Company und der American Broadcasting Company vertriebene Film wurde in den USA erstmals am 19. Juni 1957 veröffentlicht. In Japan wurde der Film erstmals am 1. Januar 1958 gezeigt. 
The Wetback Hound ist einer von zwei Begleitfilmen, die parallel zur Veröffentlichung des Films Johnny Tremain produziert wurden. Der zweite ist der Trickfilm The Story of Anyburg U.S.A. von Clyde Geronimi.

## Auszeichnung
Der von Larry Lansburgh produzierte Film wurde auf der Oscarverleihung 1958 in der Kategorie „Bester Kurzfilm“ (Live Action) mit einem Oscar ausgezeichnet.